# Anielewo, Distrito de Konin
Anielewo [Unɲɛˈlɛvɔ] es un pueblo ubicado en el distrito administrativo de Gmina Kazimierz Biskupi, dentro del Distrito de Konin, Voivodato de Gran Polonia, en el oeste de Polonia central. Se encuentra aproximadamente a 7 kilómetros al noroeste de Kazimierz Biskupi, a 18 kilómetros al noroeste de Konin, y a 80 kilómetros al este de la capital regional Poznan.
El pueblo tiene una población de 180 habitantes.